# Municipio de Belfast (Minnesota)
El municipio de Belfast (en inglés: Belfast Township) es un municipio ubicado en el condado de Murray en el estado estadounidense de Minnesota. En el año 2010 tenía una población de 192 habitantes y una densidad poblacional de 2,06 personas por km².

## Geografía
El municipio de Belfast se encuentra ubicado en las coordenadas 43°53′3″N 95°30′45″O / 43.88417, -95.51250. Según la Oficina del Censo de los Estados Unidos, el municipio tiene una superficie total de 93.07 km², de la cual 92,88 km² corresponden a tierra firme y (0,2 %) 0,19 km² es agua.

## Demografía
Según el censo de 2010, había 192 personas residiendo en el municipio de Belfast. La densidad de población era de 2,06 hab./km². De los 192 habitantes, el municipio de Belfast estaba compuesto por el 94,27 % blancos, el 3,13 % eran de otras razas y el 2,6 % eran de una mezcla de razas. Del total de la población el 3,13 % eran hispanos o latinos de cualquier raza.